# Santa Lucia (1979)
Santa Lucia ist eine österreichische Tragikomödie aus dem Jahr 1979. Regie führte Peter Patzak, gedreht wurde an den Originalschauplätzen in Wien und Venedig.

## Handlung
Die verwitwete Hausmeisterin Lucie lebt allein mit ihrem Hamster Hansi – benannt nach ihrem verstorbenen Ehemann- in einem Gemeindebau in Wien. Ihre Bekannten Hilde, die eine Gaststätte besitzt, und Lisa, eine vom Ehemann vernachlässigte Hausfrau, sind ihre Partnerinnen beim regelmäßigen DKT-Spielen in Hildes Lokal.
Als Lisa eine Venedig-Reise für zwei Personen gewinnt und ihr Mann wegen geschäftlicher Angelegenheiten nicht mitkommen will, lädt sie Hilde ein mitzukommen. Lucie ist ein wenig gekränkt, weil nicht sie eingeladen wurde, hat sie doch ihre Hochzeitsreise 1928 in Venedig verbracht. Kurz entschlossen plündert sie ihre mageren Ersparnisse und meldet sich bei dem Busunternehmen für die Reise an.
Hilde und Lisa sind nicht wenig erstaunt, als Lucie bei der Abfahrt des Busses mit ihrem Hochzeitsköfferchen auftaucht. Darin befindet sich Hamster Hansi, was allerdings niemand wissen darf.
Die Reise birgt für alle drei Frauen ein kleines Abenteuer:
Hilde macht sich ohne Zögern an den jungen Chauffeur Friedl Gruber heran, der jedoch in Venedig von seiner Geliebten Monica und seinem Kind erwartet wird. Lisa wird von dem Venezianischen Händler Alfredo, der ihr auf Murano Glasleuchter anbietet, hofiert und verbringt einen romantischen Abend und eine Nacht mit ihm. Lucie sucht verzweifelt das Hotel, in dem sie ihre Hochzeitsnacht verbracht hat.
Hildes Abenteuer endet unschön, als Monica sie mit Friedl in ihrem Zimmer erwischt.
Lisa verzichtet bewusst auf eine zweite Begegnung mit dem charmanten Alfredo.
Lucie findet schließlich das Hotel, das allerdings vom biederen Beherbergungsbetrieb zu einer Absteige für Freaks geworden ist.
Überglücklich stößt sie mit Hilde auf diesen Erfolg an. Am folgenden Morgen erscheint sie nicht zur Abreise und wird vom Chauffeur in ihrem Zimmer tot aufgefunden.
Der frei gewordene Platz im Bus kann nun von Monica und dem Kind Friedls eingenommen werden. Lisa erbarmt sich des kleinen Hamsters und bringt ihn dem staunenden Gatten als Andenken von der Reise mit nach Hause. Hilde ist nun bereit, sich auf die Beziehung mit ihrem Freund Fritz näher einzulassen, Lucie wird von ihrer Nachbarin schmerzlich vermisst.

## Kritik
„Der Reiz der Geschichte liegt nicht in turbulenten Ereignissen, sondern in der beschaulichen, anschaulichen, detailliert-pointierten Schilderung einer Reise, in der jede Person, jede Reaktion, jede Bissigkeit »stimmen«, und zwar deshalb weil die Handelnden nicht erfundene Figuren von schwammig »internationalem« Zuschnitt sind, sondern genau beobachtete Repräsentanten einer bestimmten Stadt, eines bestimmten Milieus.“